# ترتيب معارك حملة سوريا ولبنان
تسرد هذه المقالة ترتيب معرك الحملة السورية اللبنانية، وهي حملة من الحرب العالمية الثانية بين الحلفاء الغربيين وقوات فيشي الفرنسية خلال شهري يونيو/حزيران ويوليو/تموز 1941.

## قوات الحلفاء
قائد الأركان  لقيادة الشرق الأوسط: الجنرال السير أرشيبالد وافيل الضابط العام قائد فلسطين وعبر الأردن: اللواء السير هـ. ميتلاند ويلسون

### جنوب سوريا ولبنان - السلاح الأسترالي الأول (من 18 يونيو)

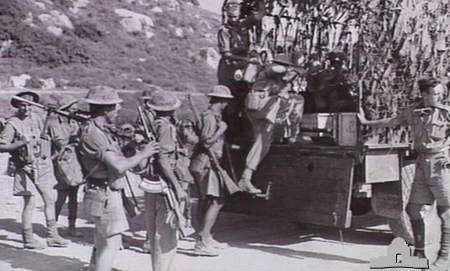
القوات الأسترالية من كتيبة المشاة 2/14

قائد الأركان العامة الأول: الفريق جون لافاراك
- الفرقة السابعة الأسترالية - اللواء جون لافاراك (حتى 18 يونيو) ثم اللواء آرثر «توبي» ألن
  - قوات الأقسام
    - فرقة الفرسان السادسة
    - فرقة الفرسان التاسعة
    - كتيبتي المدفع الرشاش الثانية والثالثة
    - السكتلنديون الملكيون والرماديون وستافوردشاير يومانري (فوج ميكانيكي مركب منبثق عن فرقة سلاح الفرسان البريطانية الأولى)
    - سرب واحد، الملكيين (منبثق عن فرقة سلاح الفرسان الأولى)
    - كتيبة سي لواء الخدمة الخاصة (الكوماندوز المتمركزين في قبرص للهبوط البحيا) [2]

  - المدفعية (العميد ف. بيريمان)
    - الفوج الرابع الميداني
    - 2/5 الفوج الخامس الميداني
    - 2/6 الفوج السادس الميداني
    - 2/2 الفوج الثاني المضاد للدبابات
    - 57 فوج مضاد للطائرات الخفيفة.

  - اللواء الأسترالي الواحد والعشرون (العميد جيس ستيفنز)
    - 2/14 كتيبة المشاة الرابعة عشرة
    - 2/16 كتيبة المشاة السادسة عشرة
    - 2/27 كتيبة المشاة السابعة والعشرون

  - اللواء الأسترالي الخامس والعشرون (العميد إيه. باكستر - كوكس حتى 22 يونيو، العميد بلانت بعد ذلك)
    - 2/25 كتيبة المشاة الخامسة والعشرون
    - 2/31 كتيبة المشاة الواحدة والثلاثون
    - 2/33 كتيبة المشاة الثالثة والثلاثون.

  - اللواء الأسترالي السابع عشر (من 28 يونيو) (العميد س. سافيج)
    - 2 / كتيبة المشاة الثالثة
    - 2 / كتيبة المشاة الخامسة
    - 2/2 كتيبة بايونير الثانية
- «جينفورس» (كانت نشطة بين 12 يونيو/حزيران حتى 18 يونيو/حزيران) - الميجر جنرال ليكنتلهولم (جرح 12 يونيو وخلفه العميد WLلويد حتى 18 يونيو)
- فرقة المشاة البريطانية السادسة (تم تفعيلها في 18 يونيو) - اللواء ج
  - لواء المشاة البريطاني السادس عشر (العميد سين لوماكس) من 20 يونيو/حزيران
    - الكتيبة الثانية، فوج الملك الملكي
    - الكتيبة الثانية، فوج ليسترشاير
    - الكتيبة الثانية، فوج الملك الملكي

  - لواء المشاة البريطاني 23 (العميد أ. غالاوي) من 29 يونيو/حزيران.
    - الكتيبة الأولى، دورهام امشاة الخفيفة
    - كتيبة المشاة التشيكوسلوفاكية الحادية عشرة [3]
    - الكتيبة الرابعة، فوج الحدود

  - لواء المشاة الهندي الخامس (العميد لويد لويد والملازم الأول جونسقائد الفوج الرابع والسادسبنادق[4]
    - الكتيبة الأولى، الفوسيل رويال
    - 3 / فوج البنجاب الأول
    - 4 / بنادق راجبوتانا السادسة
    - 18 فيلد كومباني بومباي صافرز آند مينرز [5]
    - فوج الميدان الأول، المدفعية الملكية
- الشعبة الفرنسية الحرة الأولى - اللواء بول ليجينتلهولم.
  - اللواء الفرنسي الحر الأول (العقيد كازود)
    - الكتيبة الأولى من الفيلق الأجنبي
    - 1 مارس كتيبة
    - 3 مارس كتيبة

  - اللواء الحر الفرنسي الثاني (العقيد جنين)
    - كتيبة مشاة البحرية الأولى
    - 2 مارس كتيبة
    - 4 مارس كتيبة

  - الكتيبة الأولى البحرية [6]
  - سرب المجموعة المغربية الأولى
  - بطاريات مدفعية مجال الأولى
  - فوج الدبابات الأول (9 دبابات H39)
- مجموعة من أسراب الفرسان الشركسية (453 جندي) (كولونيل كوليت)

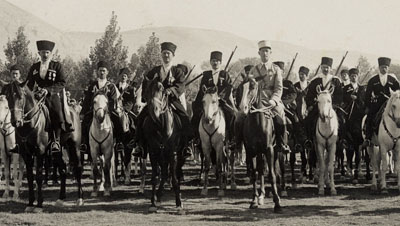
القوات الشركسية مع ضابط فرنسي

### شمال سوريا
عناصر القوة العراقية:

#### التقدم على الفرات
- فرقة المشاة الهندية العاشرة - اللواء و. سليم
  - فوج ميدان دوق كونوت الثالث عشر
  - فوج فرسان الميدان 157
  - لواء المشاة الهندي الحادي والعشرين (العميد سي جيه ولد)
    - 2/10 بنادق جورخا
    - 2 / 4th جورخا بنادق الرابع
    - 4/13 مشاة قوة الحدود الثالثة عشرة

  - لواء المشاة الهندي الخامس والعشرين (العميد ماونتن)
    - مشاة القناصة الخفيفة الخامسة
    - 2/11 فوج السيخ
    - 3 فوج جات التاسع
    - 2/8 بنادق جورخا (منفصلة عن لواء المشاة الهندي العشرين)

#### في شمال العراق ومنطقة «بيل دوك» في سوريا
تحت قيادة مقر القوات البريطانية في العراق: الملازم أول السير إدوارد كوينان
- لواء المشاة الهندي العشرين (المنفصل عن فرقة المشاة الهندية العاشرة) (العميد بويل)
  - وحدة البنادق السابعة
  - 3 السيخ فوج 11
- لواء المشاة الهندي السابع عشر (منفصل عن فرقة المشاة الهندية الثامنة) (العميد دوجلاس غرايسي)
  - فوج قوات الحدود
  - بنادق قوة الحدود

#### في وسط سوريا
- هابفورس بقيادة اللواء جي جي دبليو كلارك
  - لواء الفرسان البريطاني الرابع من فرقة الفرسان البريطانية الأولى (العميد جيه جيه كينغستون حتى 24 يونيو، العميد جي جي تياركس من 29 يونيو [7])
    - فوج الفرسان الداخلية
    - سومرست الشمالية يومانري
    - رويال ويلتشير يومانري

  - الكتيبة الأولى لفوج إسكس
  - فوج الفيلق الميكانيكي العربي
  - البطارية 237 المدفعية الملكية (فوج الميدان الستون)
  - بطارية أسترالية مكونة من مدفعين مضادين للدبابات
  - 169 بطارية خفيفة مضادة للطائرات

## قوات فيشي الفرنسية

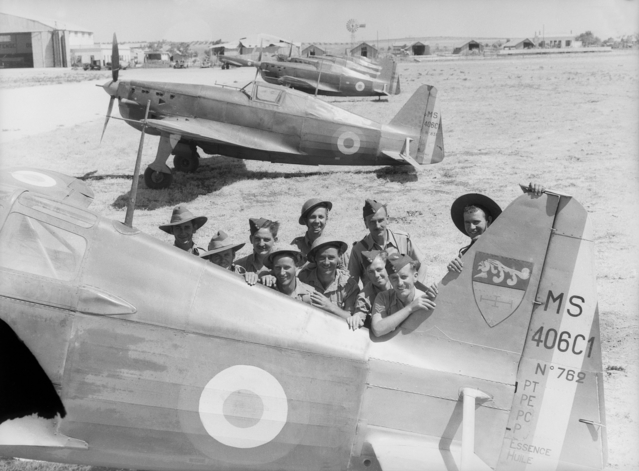
مقاتلي سلاح إم أس 406 الفرنسية في سوريا

يحدد جيش بلاد الشام هي القوات المسلحة الفرنسية التابعة لحومة فيشي التي احتلت جزءًا من " بلاد الشام خلال فترة ما بين الحربين وأوائل الحرب العالمية الثانية. في عام 1920، حصل الفرنسيون على تفويض لادلرة شؤون سوريا ولبنان من قبل عصبة الأمم. خلال هذه الفترة الزمنية، كانت سوريا تعرف باسم الانتداب الفرنسي لسوريا، وكان لبنان يعرف باسم الانتداب الفرنسي على لبنان.
- قطاع جنوب لبنان [8]
  - القطاع الفرعي لصيدا
    - ثالثا / 22 الفوج الجزائري
    - فوج المدفعية الاستعمارية في بلاد الشام
    - الفوج الجزائري الأول / الثامن
    - II / 22 الفوج الجزائري
    - I / 29 فوج الجزائري
    - الأول / فوج تشيسور الأفريقي السادس
    - الرابع / فوج الفيلق الأجنبي السادس
    - 24 فوج المشاة المستعمرة المختلطة
    - كتيبة المدفعية الأجنبية في بلاد الشام

  - قطاع مرجعيون الفرعي
    - II / 29 فوج الجزائري
    - 22 الفوج الجزائري
    - الكتيبة اللبنانية الأولى
    - فوج المدفعية الاستعمارية في بلاد الشام
- قطاع جنوب سوريا [9]
  - السيطرة المباشرة على القطاع
    - فوج المدفعية الأول في بلاد الشام
    - الثالث / 17 الفوج السنغالي

  - حوران القطاع الفرعي
    - II / 17 الفوج السنغالي

  - قطاع حرمون الفرعي
    - I / 17 الفوج السنغالي

  - احتياطي القطاع
    - الخامس / الفوج المغربي الأول
    - ثالثا / 29 فوج القناصة الجزائري
    - I / 16 الفوج القناصة التونسي
    - ثالث / 16 فوج القناصة التونسي
    - الثاني / 24 فوج المشاة المستعمرة المختلطة
    - ثالثا / 24 فوج المشاة المستعمرة المختلطة
- بلاد الشام الفرسان
  - الفوج المغربي الأول
  - 2 مارس (مؤقت) فوج سباهي
  - فوج تشيسور الأفريقي السادس
  - فوج تشيسور الأفريقي السابع
  - الفرسان الخاصون (ثلاث كتائب من الامهري، وكتيبتين من الدروز وثماني كتائب مختلفة متمركزة في سوريا، وعشرين كتيبة من الشركس)
- القوات في وسط لبنان، من منتصف إلى أواخر يونيو 1941 [10]
  - فرقة العمل ألبورد
    - أنا / 22 فوج القناصة الجزائري
    - II / 29 فوج القناصة الجزائري
    - الكتيبة اللبنانية الأولى
    - ثالثا / فوج الفيلق السادس
    - II / 16 فوج القناصة التونسي

  - فرقة العمل باري
    - أنا / السادس فوج فيلق الأجنبية
    - II / 17 فوج القناصة السنغالي
    - الثالث / 17 فوج القناصة السنغالي
    - كتيبة مدفعية حلب الخاصة
    - كتيبة سباهي

  - انفصال لير-زيت
    - الأول / فوج تشيسور الأفريقي السادس
    - الثاني / 24 فوج المشاة المستعمرة مختلطة

  - فرقة العمل روجي
    - II / 16 فوج القناصة التونسي، حلت محله فيما بعد فوج 22/2 القناصة الجزائري
    - الثاني / فوج الفيلق الأجنبي السادس